# Jon Heder
Jonathan Joseph "Jon" Heder (født 26. oktober 1977) er en amerikansk skuespiller, filmskaber og manuskriptforfatter. Heder er bl.a. kendt fra film som Napoleon Dynamite og Blades of Glory.

## Udvalgt filmografi
- Napoleon Dynamite (2004)
- The Benchwarmers (2006)
- School for Scoundrels (2006)
- Blades of Glory (2007)
- Surf's Up (2007)